# 在一起 (瑪丹娜歌曲)
《在一起》（英語：Get Together）是美國女歌手瑪丹娜在2006年6月發行的單曲，這首單曲在告示牌舞曲榜獲得冠軍，成為瑪丹娜第36首冠軍舞曲。

## 內容

### 歌曲簡介
音樂權威滾石雜誌（Rolling Stone）提及瑪丹娜的專輯《娜‧語‧錄》（Confessions On A Dance Floor）有多首她以往經典歌曲的神韻，〈在一起〉當中一句歌詞Music Sounds Better With You就是取樣自她自己的暢銷曲〈假日〉，有一部份的歌詞來自於她的1989年與王子 （Prince）的合唱曲〈情歌〉。〈在一起〉固然是一首旋律悅耳的流行舞曲，但整張專輯以迪斯可為中心，大多數單曲的同質性過高，導致〈在一起〉成為一首記憶點不高、聽過易忘的普通舞曲。

### 商業成績
〈在一起〉是專輯《娜‧語‧錄》所推出的第三首單曲，首支單曲〈心神不寧〉成績不俗，在美國單曲榜獲得了第7名。第二支單曲〈對不起〉雖然承接了〈心神不寧〉迪斯可舞曲的流暢度，音樂影片也拍的夠精緻唯美，但偏偏在單曲榜上的成績就是每況愈下，僅獲得令人失望的第58名。以前面這兩首單曲的名次來看，〈在一起〉在單曲榜上的成績似乎也不會太高，果然是如此，〈在一起〉在電台的點播率持續低迷以及數位銷售成績不佳的雙重影響下，又成為一首瑪丹娜無法進入流行百大單曲榜的歌曲。
不過幸好〈在一起〉在舞曲榜上的表現依舊亮眼，2006年6月24日登上了舞曲榜榜首，締造瑪丹娜在該榜的第36首冠軍舞曲紀錄。〈在一起〉在英國單曲榜也進入了前十名，最高成績獲得第7名。